# معدن نقره

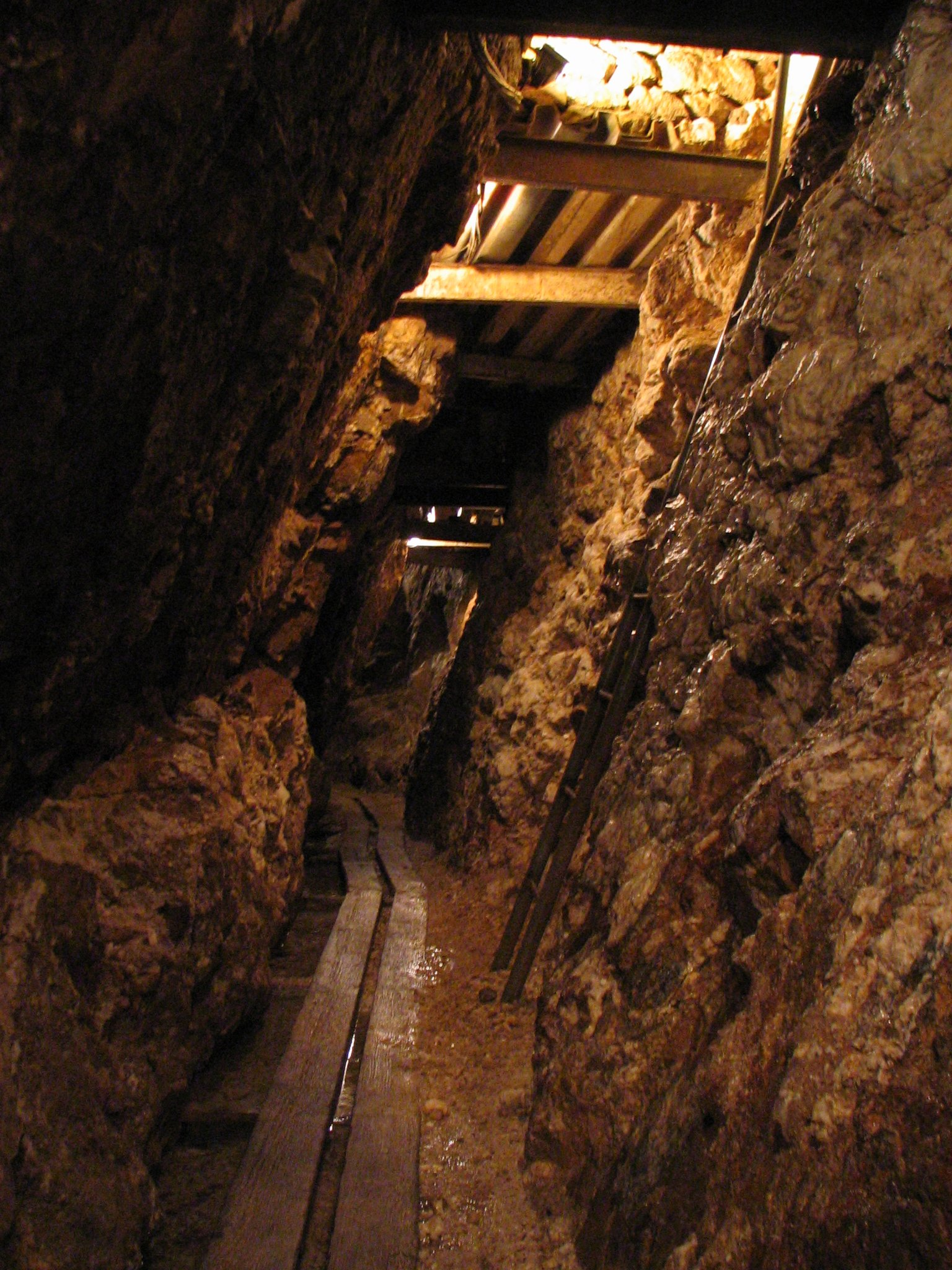
معدن زیرزمینی نقره در سوجنتال (نزدیک فرایبورک)، بادن-وورتمبرگ، آلمان

معدن نقره ، استخراج نقره انگلیسی: Silver mining، نقره یک فلز گرانبها است و ارزش اقتصادی بالایی دارد. از آنجایی که نقره اغلب در ترکیب نزدیک با فلزات دیگر یافت می‌شود، استخراج آن مستلزم استفاده از فناوری‌های پیچیده است. در سال ۲۰۰۸، تقریباً ۲۵۹۰۰ متریک تن نقره در سراسر جهان مصرف شد که بیشتر آن از معدن به دست آمد. استخراج نقره اثرات مختلفی بر محیط زیست، انسان و حیوانات دارد.
سنگ معدن نقره به‌طور معمول حاوی نقره بسیار کمی با درصدهای بسیار بالاتر مس و سرب است. مواد معدنی خاص عبارتند از: آرژانتیتی (Ag2S (گوگرد)، کلورآرژیریت (کلر AgCl)، پلی بازیت (Ag, Cu)16Sb2S11) و پروستیت (Ag3AsS3). نقره عمدتاً به عنوان یک آلاینده در کالکوپیریت و گالن، سنگ‌های معدنی مهم مس و سرب وجود دارد.
برخی از سنگ‌های معدنی در واقع به دلیل ارزش نقره خود در مقابل نقره محصول جانبی سایر فلزات استخراج می‌شوند. با این حال، نقره تنها به ندرت در شکل فلز بومی به صورت تکه‌ها، در رسوبات پلاسر و رگه‌ها یافت می‌شود.